# Kaitenzusi

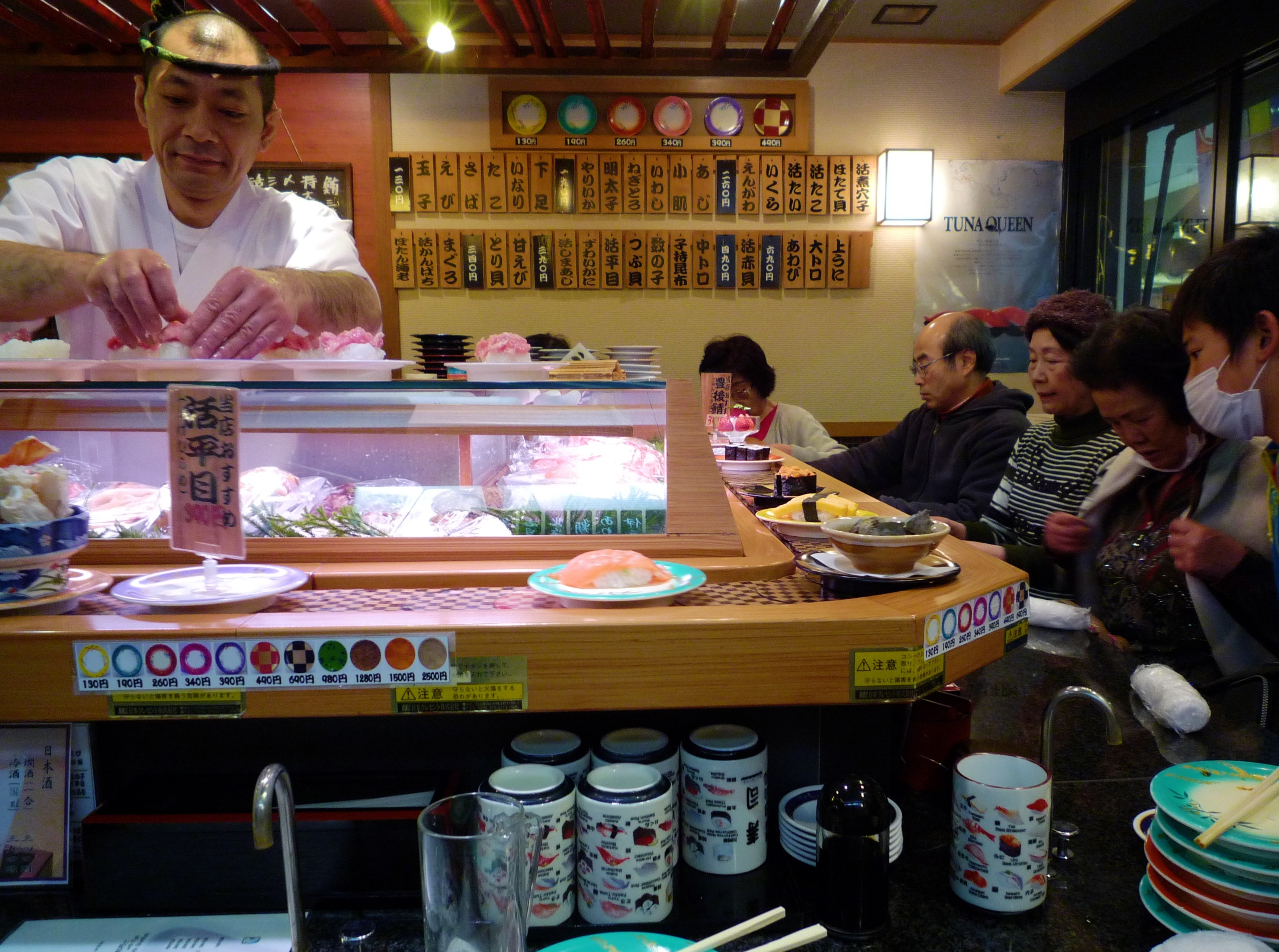
Egy kaitenzusi étterem Tokióban, Japánban

Kaitenzusi (回転寿司) (forgó szusi), vagy kurukuruzusi (くるくる寿司) (körbe-körbe szusi), angol nyelvterületen kedvelt elnevezése a „Conveyor belt sushi” (futószalag szusi).
A kaitenzusi egy szusiétterem típus, ahol az ételek apró futószalagon haladnak el az asztalok, és pult előtti székek előtt.
A vendégek leveszik a nekik tetsző fogásokat a szalagról, mikor épp előttük halad el, ha nem találnak olyat, amelyet szeretnének, rendelhetnek is. A számlát az elfogyasztott szusikhoz tartozó a tányérok színe/mintája és mennyisége alapján határozzák meg, a tányérok ugyanis a rajtuk levő szusi árkategóriája szerint különböző színűek.
Némelyik étterem még díszesebb design-t alkalmaz, ahol például miniatűr „szusi csónakok” közlekednek kis csatornákon.
2000-ben, a Fuji Keizai, tokiói székhelyű piackutató cég adatai szerint 2700 kaitenzusi étterem volt Japánban, és 264 milliárd jen forgalmat bonyolítottak le abban az évben.

## Étkezés kaitenzusi étteremben

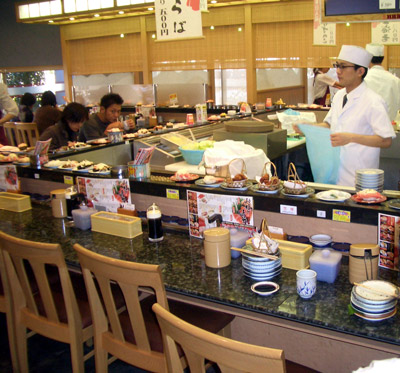
Egy kaitenzusi étterem Kagosimában, Japánban.

### Az éttermek
Az étterem egyik legfigyelemreméltóbb jellegzetessége a futószalagon haladó szusik sora, melyek általában az óramutató járásával megegyező irányba haladnak a szalagon. A szalagon jellemzően a szusikon kívül időnként üdítők, gyümölcsök, desszertek, levesek, és egyéb ételek is elhaladnak. 
Hogy egy-egy szusi ne forogjon sokáig körbe-körbe, míg végül kiszárad, a séfek egy idő után leveszik őket, és kidobják, némely étteremben RFID vagy egyéb rendszer ügyel arra, hogy a túl hosszú ideje forgó szusikat eltávolítsa. Némely olcsóbb kaitenzusi étterem néha imitálja a drága ételeket, úgy, hogy olcsóbb összetevőkből készíti el azokat. Például a tonhal zsíros hasi húsát (toro) valamilyen másfajta hal húsával helyettesítik. Némely nagy étteremlánc úgy tartja alacsonyan az árait - anélkül, hogy a minőség romlana - hogy az összetevőket nagy tételben rendeli.

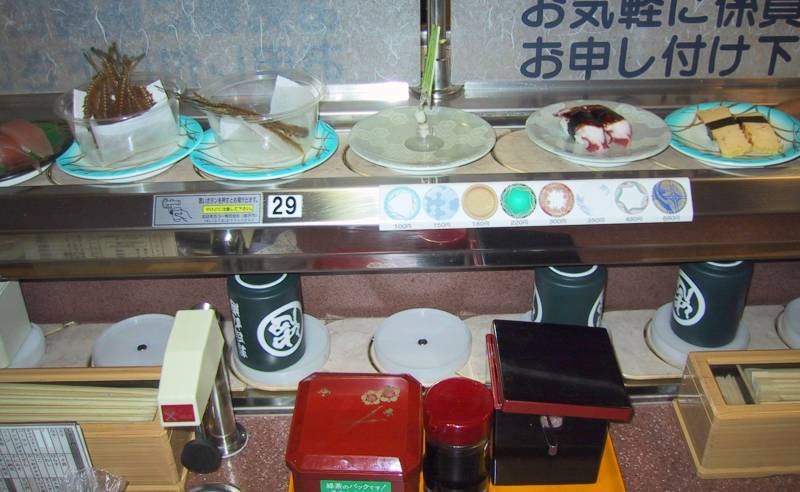
A futószalag a vendég oldaláról az egyik kaitenzusi étteremben. A felső futószalagon szusik haladnak, az alsón csészék a teának. A két szalag között kiírások; a forróvizes csap használati utasítása, az ülőhely száma, illetve, hogy mely mintájú tányéron levő szusi mennyibe kerül. A futószalagok előtt a pulton balról jobbra; evőpálcikák, forróvizes csap a teához, egy teafilteres doboz, szójaszósz és pácolt gyömbér.

Fűszerek és evőeszközök általában a székek közelében találhatók, pl. evőpálcika, pácolt gyömbér, szójaszósz, illetve kis tálak a szójaszósznak. Vaszabi is lehet itt, de sok étteremben ez is a futószalagon halad. Az önkiszolgáló tea és jéghideg víz általában ingyenes, csészék vannak feltornyozva egy polcra a futószalag fölé, és filteres teák illetve zöld tea por található egy tároló edényben az asztalon. Ez a zöld tea por jellemzően funmacucsa (粉末茶) – eltérően a drágább hagyományos sushi éttermektől, ahol a konacsa a jellemző –, mindkettő olcsóbb, mint a maccsa és hamarabb is oldódik a vízben, viszont kevésbé ízletes, és valamivel keserűbb is. Forróvizes csap is van az asztalokon, a teakészítéshez. A polcon általában van még nedves papírtörlő illetve műanyag dobozok is az ételek elvitelére.

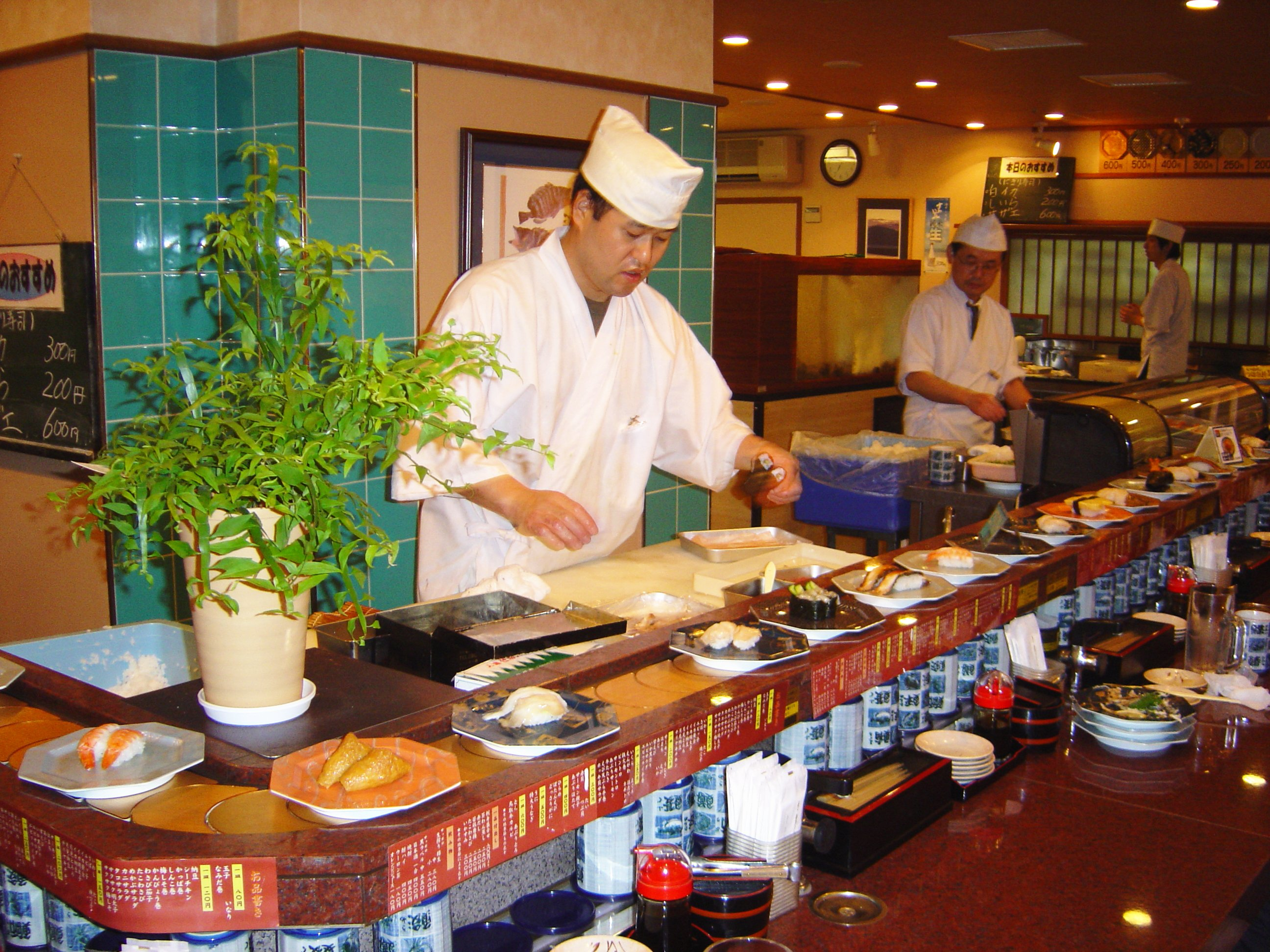
A legtöbb kaitenzusi étteremben a vendég szeme láttára készítik a séfek a szusikat. Tottori, Japán

### Rendelések
Ha a vendégek nem találják azt a szusit, amit szeretnének, rendelhetnek is. Ha kis mennyiségű szusit rendeltek, akkor a séf ráteszi a futószalagra, megjelölve, hogy lássák, hogy azt valaki rendelte. Az ilyen rendelt szusi tányérja általában egy megjelölt, hengeres alakú állványon van. A nagyobb rendeléseket van, amikor pincér hozza ki. Némely japán étteremben érintőképernyő is van, ahol meg lehet adni a rendeléseket, amik van ahol vagy egy külön futószalagon érkeznek, vagy a pincér hozza ki őket.
Sört is külön lehet rendelni, ami általában minta nélküli tányéron érkezik a futószalagon, hogy ne legyen zavaró majd a tányérok összeszámlálásánál.

### Számlázás
A számlát az alapján kalkulálják, hogy a vendég által fogyasztott különböző mintájú/színű tányérokat összeszámlálják. A különböző színű, mintájú vagy formájú tányérok eltérő árakat jelölnek, általában 100 és 500 jen között. A különböző tányérok árai ki vannak írva az étteremben. Általában a normál szusik sima tányéron érkeznek, és dekoráció szintje utal az étel árára. A legdrágább ételek általában aranyszínű tányéron jönnek. Van, ahol a drága ételek két tányéron jönnek, ahol az ár a két tányér ára. Némely kaitenzusi étteremláncban, például Kappa Sushi, Otaru Zushi, minden tányér egységesen 100 jen, hasonlóan a 100 jen-es boltokhoz. Ezekben az éttermekben jellemzően a drágább szusikból két darab helyett csak egy darab van a tányéron. 
A futószalag felett levő gomb megnyomásával lehet hívni a pincért, hogy számolja össze a tányérokat. Némely étteremben van olyan tányér számoló gép amelybe a vendég teszi a tányérokat és az összeszámolja őket.
Egy átlagos étkezés kb. 700-2000 jenbe kerül.

### Célközönség
Az ár-érték arányt szem előtt tartó emberek gyakran látogatják ezeket az éttermeket, valamint azok, akiknek nincs idejük hosszan étkezni. 
A külföldiek és a gyermekes családok körében is népszerűek.  
Japántudás nem szükséges, mivel nem kell az étlapot olvasni, és rendelni sem kell. 
Annak sem áll fenn a veszélye, hogy megmaradna az étel, vagy kevés lenne a kis adagok kvázi végtelen sora miatt.

## Története

### A kaitenzusi éttermek megszületése

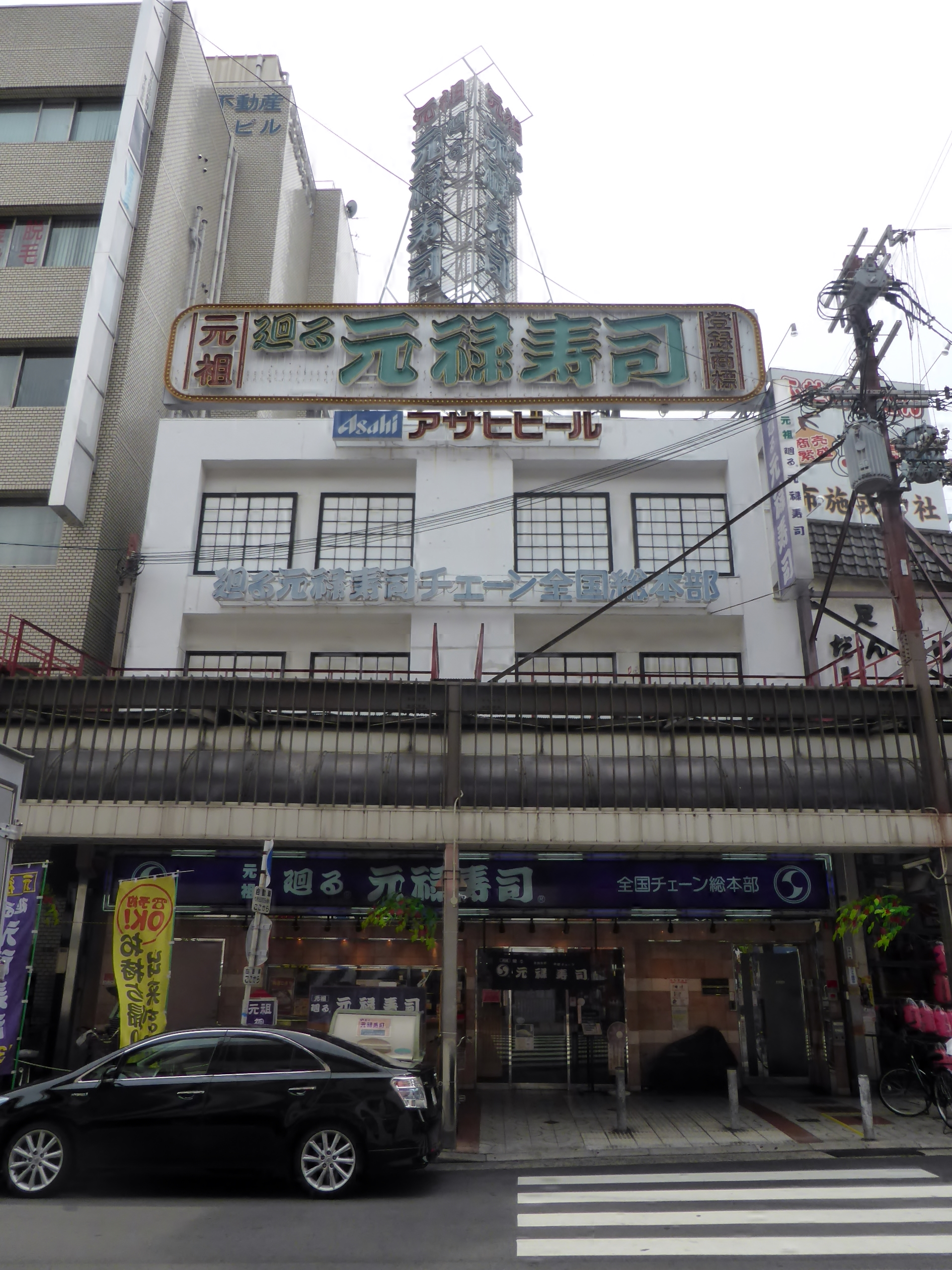
Az első kaitenzusi étterem a Mawaru Genroku Sushi, Higasiószaka-ban, Oszaka prefektúrában. (2013-as fénykép).

A Kaitenzusi éttermet Siraisi Josiaki (白石 義明) (1913. 11. 22. – 2001. 08. 29.) séf találta fel. Siraisi 1947-ben nyitotta kis szusi éttermét, ami nagyon népszerű volt, viszont krónikus munkaerőhiánnyal küszködött. – nyilatkozta Uejama Tomohisza, a Genroku Sushi szóvivője. Nehezen tudta egyedül ellátni a boltját, aztán egy nap, mikor tanulmányúton járt egy Asahi serfőzdében, meglátva a futószalagon haladó sörösüvegeket hatalmas ötlete támadt. Uejama elmondása szerint Siraisi öt évet töltött az étterem-design, és különösen a szusi futószalag kifejlesztésével, a fő problémát a futószalag ideális sebességének meghatározása jelentette. Sok-sok tesztelés után 8 cm/sec. lett a futószalag sebessége, – ma is ezzel a sebességgel halad a futószalag a kaitenzusi éttermekben. A szóvivő elmondása szerint, ha gyorsabb, akkor a szusik kiszáradnak, és a vendégek is nehezen veszik le a tányért a futószalagról. 1958 áprilisában Siraisi megnyitotta az első Kaitenzusi éttermet a Mawaru Genroku Sushi -t (廻る元禄寿司 vagy csak Genroku Sushi 元禄寿司) Higasiószaka-ban, Oszaka prefektúrában. Az általa alapított vállalat a Genroku Sangyo egy időben több mint 250 ilyen éttermet üzemeltetett Japán szerte. A vállalatnak 2001-ben 11 étterme volt  Oszakában és környékén. Siraisi feltalált még egy robotizált szusit is, ahol robotok szolgálják ki a vendégeket, de ez az ötlet nem ért el üzleti sikereket.

### Asztalok elhelyezése az éttermekben
A székek korábban a pulttal szembe voltak elhelyezve, ami egyedül érkező vendégek számára nem volt gond, de nem volt népszerű azok körében, akik csoportban szerettek volna étkezni. Az Oszakai székhelyű KURA Corporation (くらコーポレーション) kaitenzusi láncolat elnöke, Tanaka Kunihiko 1987-ben átalakította ezt a rendszert, asztalokat helyezett az étterembe, megfelelő szögben a futószalag mellé, így az asztaltársaságok is le tudtak ülni. Ez a futószalag szükséges hosszát is lerövidítette.

### Az érintőképernyők megjelenése
A kaitenzusi éttermek egy új verziójában már egy-egy érintőképernyő van felszerelve minden egyes asztalhoz. A KURA Corporation Kaitenzusi láncolat a Sega Corporation-al (Tokiói székhelyű számítógépes játék készítő vállalat) közösen fejlesztette ki, ezt a komputer-grafikás érintőképernyős rendszert, – 25 millió jent költöttek rá – , az Oszaka, Szenboku kerületében levő éttermükben szerelték fel legelőször. A rendszer egy módosított virtuális akvárium. A vendégek a 16-inches LCD képernyőn úszó halak közül érintéssel választhatnak, és a rendelés máris megjelenik a séfeknél, ami aztán a futószalagon hamarosan meg is érkezik a vendéghez. A képernyő átváltható, hogy a halak helyett azt mutassa, hogy kész szusiként hogyan néznek ki. 

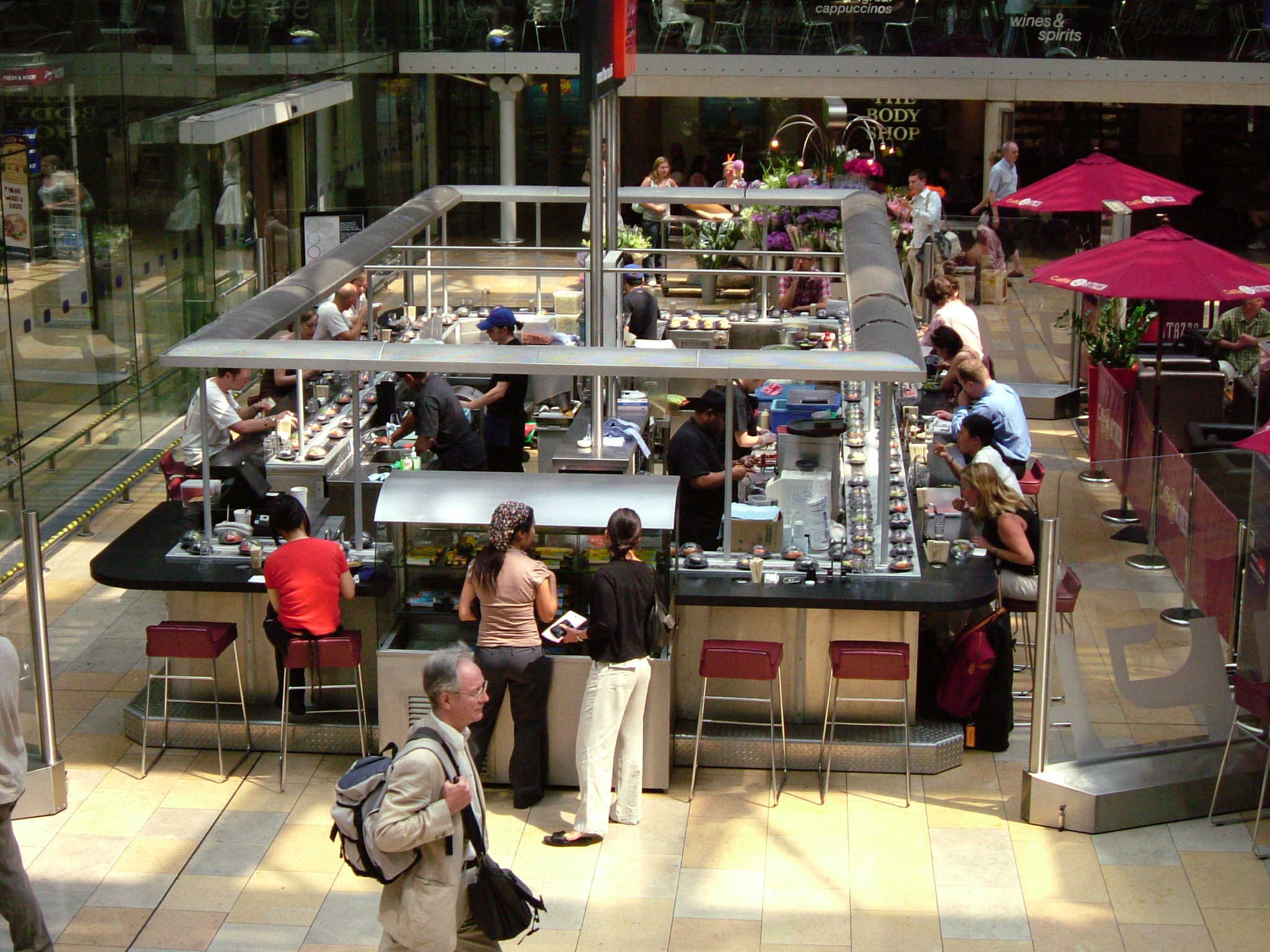
Napjainkban a kaitenzusi éttermek nyugaton is igen népszerűek. Egy nyitott terű kaitenzusi étterem a Yo! Sushi a londoni Paddington pályaudvaron

Mori Micuko, a KURA Corporation PR vezetője azt nyilatkozta, hogy mióta a Szenboku-i éttermükben felszerelték ezeket az érintőképernyőket, 30%-kal növekedett a forgalom. Továbbá, hogy ez a rendszer csökkenti a kárba vesző szusik mennyiségét is, mivel pontosan követik a rendeléseket. A napi kidobott szusi kb. 300 db (7%) -ról, a képernyők felszerelése után, napi kb. 85 db (2%)-ra csökkent.

### Üzleti fellendülések
A kaitenzusi éttermek fellendülése 1970-ben kezdődött, amikor a Genroku is megjelent egy boltjával az 1970-es Oszaka Expo-n. A ’80-as években az étteremben étkezés népszerűsödésével újabb fellendülés köszöntött ezekre az éttermekre, majd egy újabb a ’90-es években, amikor a gazdasági buborék kipukkadása után népszerűek lettek az olcsó éttermek. 
2010-ben az Akindo Sushiro volt a leghíresebb kaitenzushi márka.

## Fordítás
- Ez a szócikk részben vagy egészben  a   Conveyor belt sushi című angol Wikipédia-szócikk fordításán alapul.  Az eredeti cikk szerkesztőit annak laptörténete sorolja fel. Ez a jelzés csupán a megfogalmazás eredetét és a szerzői jogokat jelzi, nem szolgál a cikkben szereplő információk forrásmegjelöléseként.